# Adamant Querétaro
Adamant Querétaro es un edificio en la ciudad de Santiago de Querétaro. Con 29 plantas, es el tercer edificio más alto de la ciudad y el tercero en superar los 100 metros, después de las Juriquilla Towers. 

## Características
El edificio de 21,500 m² se divide en dos torres de departamentos independientes que se unen en el área de la entrada inferior, así como en los niveles superiores donde se encuentran las áreas comunes. Estas están conectadas por un puente situado a 58,9 metros de altura.
Su construcción terminó en 2018, convirtiéndose en el tercer edificio más alto de la ciudad. Tiene 175 departamentos. Fue diseñado por Mayer Hasbani, que también diseñó la Torre Adamant en la Zona Metropolitana de Puebla.